# Gatzara insolita
Gatzara insolita är en insektsart som först beskrevs av Walker 1860.  Gatzara insolita ingår i släktet Gatzara och familjen myrlejonsländor. Inga underarter finns listade i Catalogue of Life.